# Barbara Markay
Barbara Markay, född i Rockville Centre, New York, är en amerikansk musiker. Hon avlade kandidatexamen i komposition vid Juilliard School och övergick sedan från klassisk musik till pop. Först var hon medlem i The Girl Scouts och sedan gjorde hon musikteater med Little Lulu & The Humpers.
På 1980-talet nådde låten "It's Allright" plats 17 på Billboardlistan och "I don't Want to be a Zombie" nådde en andraplats på den franska dansmusiklistan.

## Diskografi
- Hot Box (1976)
- Change To Come (1996)
- Heart Like A Song (2000)
- Shambhala Dance (2005)
- Sophisticated High (2005)
- The Great Invocation (2005)
- Heaven and Earth (2008)